# Distretto di Kakonko
Il distretto di Kakonko è un  distretto della Tanzania situato nella regione di Kigoma. È suddiviso in 13 circoscrizioni (wards) e conta una popolazione di 178 419 abitanti (censimento 2022).

## Suddivisione amministrativa
Il distretto è diviso nelle seguenti circoscrizioni (wards), tra parentesi gli abitanti (censimento 2022):
1. Gwanumpu (14 956)
2. Gwarama (17 668)
3. Kakonko (14 629)
4. Kanyonza (10 608)
5. Kasanda (17 927)
6. Kasuga (16 769)
7. Katanga (9 701)
8. Kiziguzigu (13 025)
9. Mugunzu (10 859)
10. Muhange (10 246)
11. Nyabibuye (10 162)
12. Nyamtukuza (20 612)
13. Rugenge (11 257)